# Rhopalomyia navasi
Rhopalomyia navasi är en tvåvingeart som beskrevs av Tavares 1904. Rhopalomyia navasi ingår i släktet Rhopalomyia och familjen gallmyggor. Inga underarter finns listade i Catalogue of Life.